# Теорема Бейкера — Хегнера — Старка
Теорема Бейкера — Хегнера — Старка — утверждение алгебраической теории чисел о том, какие в точности квадратичные комплексные числовые поля позволяют единственное разложение в его кольце целых чисел. Теорема решает специальный случай гауссовой задачи числа классов, в которой требуется определить число мнимых квадратичных полей, которые имеют заданное фиксированное число классов.
Алгебраическое числовое поле {\displaystyle \mathbb {Q} ({\sqrt {d}})} (где {\displaystyle d} — целое число, не являющееся квадратом) является конечным расширением поля рациональных чисел {\displaystyle \mathbb {Q} } порядка 2, называемым квадратичным расширением. Число классов поля {\displaystyle \mathbb {Q} ({\sqrt {d}})} — это число классов эквивалентности идеалов кольца целых чисел поля {\displaystyle \mathbb {Q} ({\sqrt {d}})}, где два идеала {\displaystyle I} и {\displaystyle J} эквивалентны тогда и только тогда, когда существуют главные идеалы {\displaystyle (a)}) и {\displaystyle (b)}, такие что {\displaystyle (a)I=(b)J}. Тогда кольцо целых чисел поля {\displaystyle \mathbb {Q} ({\sqrt {d}})} является областью главных идеалов (а следовательно, областью с единственным разложением) тогда и только тогда, когда число классов поля {\displaystyle \mathbb {Q} ({\sqrt {d}})} равно 1. Таким образом, теорему Бейкера — Хегнера — Старка можно сформулировать так: если {\displaystyle d<0}, то число классов поля {\displaystyle \mathbb {Q} ({\sqrt {d}})} равно 1 тогда и только тогда, когда:
{\displaystyle d\in \{\,-1,-2,-3,-7,-11,-19,-43,-67,-163\,\}}.
Эти числа известны как числа Хегнера.
При замене −1 на −4, а −2 на −8 (что не меняет поля), список может быть записан следующим образом:
{\displaystyle D=-3,-4,-7,-8,-11,-19,-43,-67,-163\,},
где {\displaystyle D} интерпретируется как дискриминант (либо алгебраического поля, либо эллиптической кривой с комплексным умножением). Это более стандартный подход, так как {\displaystyle D} тогда является Фундаментальный дискриминант.

## История
Гипотеза была сформулирована Гауссом в параграфе 303 «Арифметических исследований». Первое доказательство дал Курт Хегнер в 1952 году, но оно содержало ряд технических недостатков и не было принято математиками, пока Харольд Старк не дал полное строгое доказательство в 1967 году, имевшее много общего с работой Хегнера. Хегнер «умер до того, как кто-либо действительно понял, что он сделал». В других работах были даны похожие доказательства с помощью модулярных функций, но Старк концентрировался исключительно на заполнении пробелов Хегнера, окончательно достроив его в 1969 году.
Алан Бейкер дал полностью отличное доказательство несколько ранее (1966) работы Старка (точнее, Бейкер свёл результат к конечному числу вычислений, хотя Старк в тезисах 1963/4 уже эти вычисления провёл) и получил Филдсовскую премию за свои методы. Старк позднее указал, что доказательство Бейкера, использующее линейные формы в 3 логарифмах, можно свести к 2 логарифмам, если бы результат был известен в 1949 году Гельфонду и Линнику.
В работе 1969 года Старк также цитировал текст 1895 года Генриха Мартина Вебера и отметил, что если бы Вебер «заметил, что сводимость [некоторых уравнений] приводит к диофантову уравнению, задач о числе классов могла бы быть решена 60 лет назад». Брайан Бёрч заметил, что книга Вебера, и, по существу, всё поле модульных функций, выпало из рассмотрения на полстолетия: «К сожалению, в 1952 не осталось кого-либо, кто был достаточным экспертом в Алгебре Вебера, чтобы оценить достижение Хегнера».
Дойринг, Зигель и Чоула дали слегка другой вариант доказательства на основе модулярных функций сразу после Старка. Другие версии в этом жанре всплывали многие годы. Например, в 1985 году Монсур Кенку дал доказательство, используя квартику Клейна (хотя также с использованием модулярных функций). Затем в 1999 Имин Чен дал другой вариант доказательства с использованием модулярных функций (согласно наброску Зигеля).
Работа Гросса и Цагира (1986) в комбинации с работой Гольдфельда (1976) также дают альтернативное доказательство.

## Вещественный случай
Неизвестно, имеется ли бесконечно много {\displaystyle d>0}, для которых {\displaystyle \mathbb {Q} ({\sqrt {d}})} имеет число классов 1. Вычислительные результаты показывают, что таких полей существует много; ведётся список числовых полей с числом классов 1.